# 森澤
株式会社森澤（日语：株式会社モリサワ），是一家成立於1948年的日本軟體公司，總公司位於大阪府大阪市浪速區，主要生產照排機和字體，並開發和銷售數字字體。

## 代表製品
- 中宋體ABB1
- 粗宋體A1
- 粗宋體A101
- 特宋體MA1
- 特宋體MA31
- 中黑體BBB1
- 粗黑體B101
- 特黑體MB1
- 特黑體MB31
- 特黑體
- 黑空心體
- 特黑立體
- 超黑重疊體
- Jun
- 仿宋體FMK1
- 行書體101
- 新隸體
- 勘亭流
- 新草體
- M70